# La bella addormentata (film 1963)
La bella addormentata è un film per la televisione del  1963 diretto da Eros Macchi. Prodotto dalla Rai, è stato trasmesso sul Programma Nazionale. Il film è una trasposizione televisiva della celebre fiaba La bella addormentata di Charles Perrault.

## Produzione
La regia del lavoro è di Eros Macchi, su sceneggiatura di Rex Tucker. La scenografia è di Tullio Zitkowsky mentre i costumi sono firmati da Maria de Matteis.
Il cast si avvale di attori celebri, molti dei quali provenienti dal mondo del teatro.

## Accoglienza
Trasmesso in prima serata il 2 gennaio 1963, fu nuovamente trasmesso per la TV dei ragazzi, nella fascia pomeridiana, il 2 agosto 1963.